# Polylepis crista-galli
Polylepis crista-galli är en rosväxtart som beskrevs av Friedrich August Georg Bitter. Polylepis crista-galli ingår i släktet Polylepis och familjen rosväxter. Inga underarter finns listade i Catalogue of Life.